# Красная книга Ростовской области
Кра́сная кни́га Росто́вской о́бласти — аннотированный список редких и находящихся под угрозой исчезновения животных, растений и грибов Ростовской области. Издаётся в 2 томах (1 том «Животные», 2 том «Растения»).
Очерки об отдельных видах расположены в системном порядке и содержат основные сведения о внешней морфологии, сопровождаемые фотографией или рисунком. Включают обязательное описание ареала, мест обитания и образа жизни (в случае если вид достаточно изучен), сведение о статусе вида в рамках Ростовской области. Даётся оценка современной численности каждого вида, а также тенденции её изменения, приводятся лимитирующие факторы и меры охраны в пределах области

## История
Была учреждена постановлением администрации Ростовской области в августе 2003 года в качестве официального документа, содержащего свод сведений о состоянии, распространении и необходимых мерах охраны редких и находящихся под угрозой исчезновения видов диких животных, дикорастущих грибов и растений, постоянно или временно обитающих (произрастающих) на территории Ростовской области Вместе с тем было постановлено переиздавать книгу, актуализируя данные не реже, чем каждые десять лет.
Над созданием первого издания книги (2004 год) работал большой коллектив зоологов и биологов, в общей сложности 23 автора, представлявшие Ростовский государственный университет (РГУ), НИИ Биологии РГУ, Ботанический сад РГУ, Южный научный центр РАН, НИИ Сельского хозяйства Ростовской области, Ростовский зоопарк, Музей-заповедник им. М. А. Шолохова, и ряд других организаций. Ответственный редактор книги профессор РГУ, зоолог В. А. Миноранский.
Первое издание включало в себя 579 биологических видов, из них 252 относятся к царству животных, 44 к царству грибов и 279 к царству растений.
К недостаткам первого издания книги можно отнести её малый тираж — 500 экземпляров, и низкое качество ряда рисованных изображений некоторых птиц и млекопитающих, что диссонирует с высоким художественным уровнем большинства иллюстраций.

## Текущее издание
13 марта 2014 года состоялась презентация второго издания. Во втором издании Красной книги Ростовской области — 490 видов, из них 217 видов животных и 273 вида растений и грибов. Из них в Красной книге России содержатся 73 вида животных и 51 вид растений и грибов. Исключены из перечня видов для второго издания 70 видов животных, в том числе те, которые останавливаются в области сезонно в процессе миграции и 88 видов растений и грибов. В то же время в Красную книгу Ростовской области добавлены «некоторые виды» птиц, которые стали гнездиться в регионе из-за изменения климатических условий или создания других благоприятных условий в восточной части области, где в местах гнездилищ и отдыха птиц во время перелёта, созданы заповедники и не ведутся сельскохозяйственные работы.
Сокращение числа видов в Красной книге области объявлено итогом успехов по сохранению природы Ростовской области. В то же время заместитель губернатора Ростовской области Вячеслав Василенко признал, что «Есть виды, которые постепенно исчезают с наших полей, рек. Не только растения и животные, но и насекомые. Но глобального изменения не произошло».